# 安仁镇 (大邑县)
安仁镇是中国四川成都市大邑县所辖的一个镇，是2005年公布的第二批中国历史文化名镇之一。安仁镇有保存较完好的川西风格的明清古典建筑，全国重点文物保护单位大邑刘氏庄园也位于此。安仁镇地处成都平原西部，距成都市区42公里，距大邑县城13.5公里，辖15个行政村，4个居委会，面积21.36平方公里，人口约2.3万（1999年）。
2019年12月，将原董场镇正雄社区、白马村、兴隆村，原蔡场镇万石社区、新福村，原上安镇，原韩场镇，原苏家镇香林村、永兴村、虹桥社区、复兴社区、安合村，原三岔镇高山社区、赵庵村、山墩村所属行政区域划归安仁镇管辖。

## 行政区划
安仁镇下辖以下地区：
仁和街社区、天福街社区、红星街社区、千禧街社区、金井社区、民安社区、长福社区、金塘社区、新华社区、合江社区、三河社区、双合社区、新和村、金光村、瓦窑村、裕民村、齐埝村、五星村、白鹤村、蔡山村、青杠村、泉水村、石瓦村、陈河村、清源村、广贤村、新石村和革新村。

## 特产
安仁葡萄：中国地理标志产品。